# NGC 7779
NGC 7779 (również PGC 72770 lub UGC 12831) – galaktyka spiralna (S0-a), znajdująca się w gwiazdozbiorze Ryb. Odkrył ją William Herschel 12 listopada 1784 roku.